# Красногрудый соловей
Красногрудый соловей (лат. Tarsiger hyperythrus) — птица из семейства мухоловковые отряда воробьинообразные.
Длина тела 12—13 см, масса 11—16 г. Голова и верх самца, крылья и хвост ярко-синего цвета, горло и брюхо оранжевого цвета. 
Обитает в Гималаях: Индии, Бангладеш, Бутане, Мьянме и КНР. Естественным местообитанием вида являются леса умеренного пояса. Питается насекомыми.
Размножение происходит в мае в Непале.